# Papagaio-da-patagónia
A Aratinga-da-patagónia ou Papagaio-da-patagónia (Cyanoliseus patagonus) é uma espécie de ave da família Psittacidae. Em Portugal é conhecida simplesmente por Patagónia. É a única espécie do género Cyanoliseus.
Pode ser encontrada nos seguintes países: Argentina, Chile, Ilhas Malvinas, Ilhas Geórgia do Sul e Sandwich do Sul e Uruguai. Existem indivíduos ferrais em Portugal, mas é questionável que sejam em numero suficiente para estabelecer uma população viavel
Os seus habitats naturais são matagal árido tropical ou subtropical, matagal tropical ou subtropical de alta altitude e pastagens.